# Branzi
Branzi [ˈbranʣi] (Bràns [ˈbɾans] in dialetto bergamasco) è un comune italiano di 625 abitanti della provincia di Bergamo in Lombardia, sin dagli inizi del secolo ventesimo importante centro per la produzione e il commercio dei formaggi. 
Situato in Alta Val Brembana, alla confluenza del torrente Borleggia nel Brembo, dista circa 48 chilometri a nord dal capoluogo orobico. Il comune fa parte della Comunità montana della Valle Brembana.

## Geografia fisica

### Clima
A Branzi è attiva una stazione meteo gestita in collaborazione con il Centro Meteorologico Lombardo.

## Storia
I primi abitanti della zona pare siano stati i Romani, i quali cominciarono a sfruttare le miniere di rame presenti sul territorio, così come nei paesi limitrofi (in particolar modo Isola di Fondra).
Come per molti altri borghi vicini, si pensa tuttavia i primi insediamenti stabili in questa zona siano riconducibili all'epoca delle invasioni barbariche, quando le popolazioni soggette alle scorrerie si rifugiarono in luoghi remoti, al riparo dall'impeto delle orde conquistatrici.
Il toponimo sembra derivare dalla voce dialettale Branz, ovvero dente della forca, attrezzo utilizzato per raccogliere il fieno.
Scarse sono le notizie fino all'epoca medievale, quando il borgo venne posto nel feudo facente capo alla famiglia ghibellina dei Visconti, che diedero il permesso, ad ogni persona appartenente alla loro fazione, di uccidere un guelfo. Nonostante questo non ci sono giunti documenti che attestano di lotte avvenute sul suolo comunale.
Nel Medio Evo Branzi formava, con Carona e Fondra, il comune di Valfondra Inferiore dalla cui divisione nel 1595, nacquero i comuni di Branzi, Carona e Fondra.
Nel corso del XVI secolo il paese, dopo essere entrato a far parte della Repubblica di Venezia, fu inserito nel distretto amministrativo della Valle Brembana Oltre la Goggia, che comprendeva tutti i comuni dell'alta valle, con capoluogo posto a Valnegra e godeva di sgravi fiscali e numerosi privilegi.
In questo periodo si sviluppò ulteriormente l'attività estrattiva, che affiancò al rame anche il ferro, e la produzione delle piodere, ovvero le pietre di ardesia utilizzate nella costruzione dei tetti.
Con l'arrivo della dominazione austriaca, il territorio fu soggetto a forti dazi e tasse, che affossarono le esportazioni e fecero cadere in una crisi irreversibile l'economia valligiana.
Dall'unità d'Italia non si verificarono episodi di rilievo, con gli abitanti dediti a vivere con ciò che la natura offriva.
Soltanto negli ultimi decenni ha cominciato a prendere sempre più piede l'industria del turismo, che sta risollevando il borgo dopo un periodo di lento ed inesorabile spopolamento.

### Simboli
Lo stemma e il gonfalone sono stati concessi con decreto del presidente della Repubblica del 13 luglio 1987.
Il gonfalone è un drappo troncato di bianco e di azzurro

## Monumenti e luoghi d'interesse

### Architetture religiose
Degne di nota sono le due costruzioni religiose presenti sul territorio comunale: la chiesa parrocchiale di San Bartolomeo apostolo ed il Santuario della Madonna della Neve. La prima risale al 1737 e conserva opere di rilievo, tra cui spicca una pala di C. Pozzo. La seconda, sita in località Gardata, venne edificata nel XVIII secolo.

### Aree naturali
Il territorio comunale è situato in un contesto naturalistico d'alto profilo, con ben undici laghi alpini disseminati tra i monti circostanti. Durante il periodo invernale è possibile svolgere attività come lo sci di fondo e lo sci d'alpinismo. Si trova infine nel territorio comunale il rifugio Laghi Gemelli

## Economia
Molto noto è il Branzi, formaggio che prende il nome dal paese, prodotto con latte d'alpeggio, con il quale viene cucinata anche la polenta taragna.

## Società

### Evoluzione demografica
Abitanti censiti